# Diga di Yenice
La diga di Yenice è una diga della Turchia. Si trova nella provincia di Eskişehir.